# 文阁乡
文阁乡，是中华人民共和国贵州省毕节市大方县下辖的一个乡镇级行政单位。2019年8月8日，原文阁乡的常丰社区、瓦厂社区划归归化街道管辖。

## 行政区划
文阁乡下辖以下地区：
文阁村、三元村、太河村、瓦厂村、常丰村、安庆村、海坝村和中寨村。